# Montevideo (département)
Pour les articles homonymes, voir Montevideo (homonymie).
Le département de Montevideo est situé dans le sud de l'Uruguay.

## Géographie
Le département se situe sur la côte du Río de la Plata (en français fleuve d'argent). Il est délimité par les départements de San José au nord-ouest et de Canelones sur tout le reste de ses frontières.
Il est plus ou moins vallonné par les ramifications de la cuchilla Grande jusqu'à l'intérieur même de la capitale. Son territoire est traversé par de multiples cours d'eau qui se jettent dans la Baie de Montevideo dont le  Río Santa Lucía.
Il est le plus petit en superficie (530 km² dont 193 km² d'agglomération) mais, avec son million et demi d'habitants (environ la moitié de la population nationale), le plus important par sa densité de population. C'est dans ce département que se situe la capitale du pays Montevideo.

## Histoire
La région fut à l'origine créée par Bruno Mauricio de Zabala sous les ordres du roi Philippe V en 1724, il s'agissait d'une forteresse.
Le 27 janvier 1816, le département fut l'un des premiers de la nouvelle république[Quoi ?]. Ses frontières définitives furent tracées le 28 août 1835.

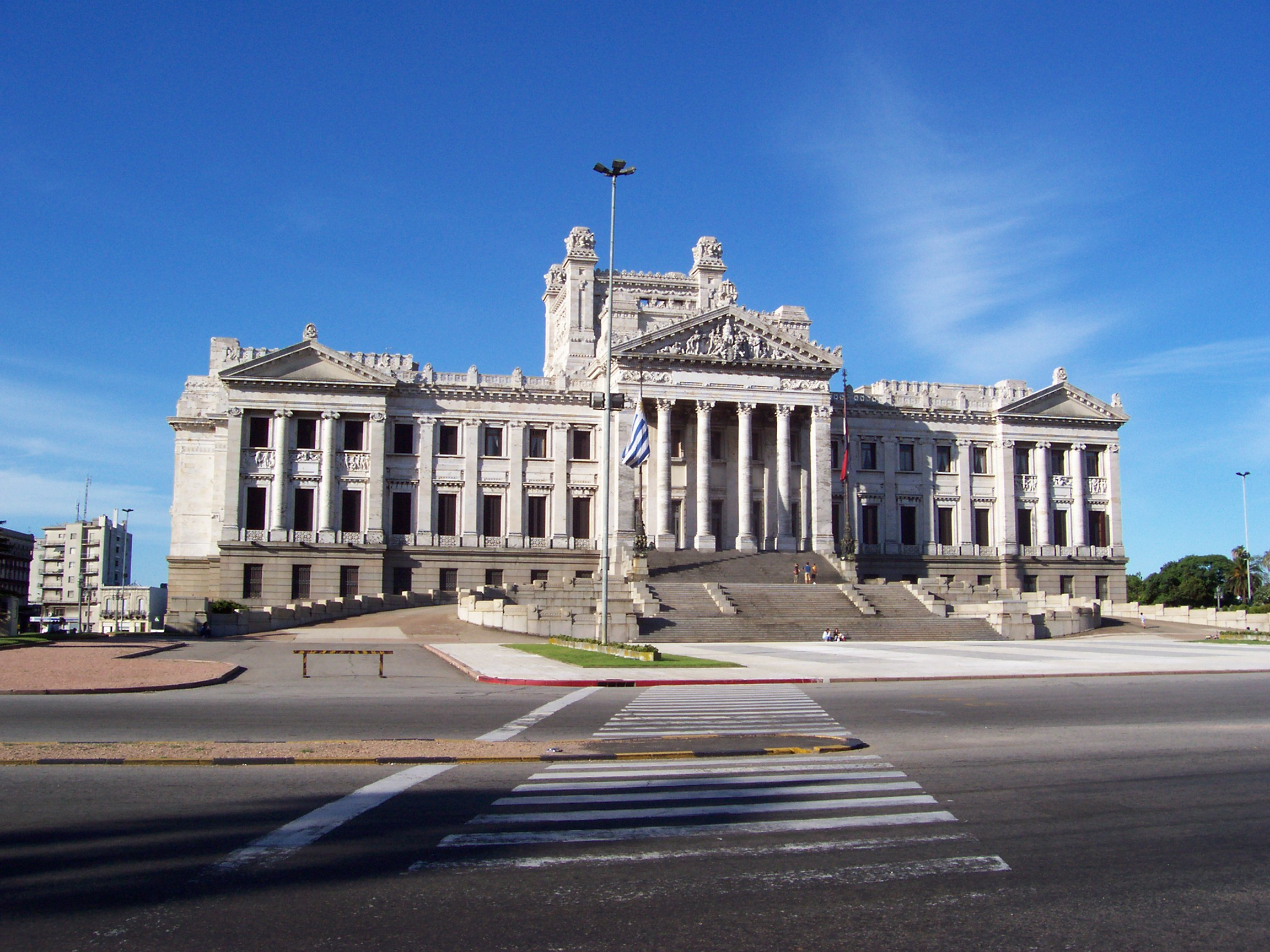
Façade du Palais législatif, Montevideo, Uruguay

## Économie
L'agriculture et l'élevage du département sont uniquement destinés à la consommation locale, il s'agit d'arbres fruitiers, de légumes, les bovins et volailles étant les animaux que l'on retrouve le plus. La pêche permet aussi l'approvisionnement de la ville, avec des espèces comme le merlu, le brótola, le corvina et le pejerrey.

Dans les alentours de la ville il y a quelques carrières de granit et des exploitations de sable pour la construction.
Le département de Montevideo concentre la majorité des établissements industriels et de la consommation énergétique du pays, avec la raffinerie de pétrole de La Teja (qui appartient à la compagnie pétrolière nationale ANCAP), des brasseries, des usines de phosphore, chaussures, ciment, savon, huile, de production énergétique thermique, mais aussi des entrepôts, etc. Il possède aussi un port assez profond et vaste, qui par son activité commerciale figure dans les premiers de l'Amérique du Sud.
Enfin, Montevideo est un grand centre touristique et balnéaire, qui possède des plages très prisées comme Pocitos, Malvín, Carrasco ou encore Buceo.